# Gemini 9 ATDA
Gemini 9 ATDA (Augmented Target Docking Adapter) – amerykański sztuczny satelita, który miał stanowić zdalny cel dokowania dla załogowej misji Gemini 9. 

## Budowa i działanie
Moduł ATDA został zbudowany w celu potencjalnego zastąpienia modułu Agena Target Vehicle, gdyby ten uległ awarii i nie osiągnął planowanej orbity. 17 maja 1966 roku moduł GATV 9 z powodu awarii rakiety nośnej Atlas SLV-3, nie osiągnął planowanej orbity. Z powodu zbliżającego się startu załogowej misji Gemini 9, podjęto decyzję o wykorzystaniu zapasowego modułu ATDA, który w porównaniu do GATV 9 miał uboższe wyposażenie techniczne, sprowadzające się głównie do braku możliwości wykonywania manewrów na orbicie. Głównym zadaniem modułu ATDA było umożliwienie zbliżenia i dokowania na orbicie ze statkiem załogowym Gemini 9 . 

## Misja
Misja satelity rozpoczęła się 1 czerwca 1966 roku, kiedy to rakieta Atlas SLV-3 wyniosła na niską orbitę okołoziemską satelitę ATDA. W momencie znalezienia się na orbicie satelita otrzymał oznaczenie COSPAR 1966-046A. Po przejściu przez górne warstwy atmosfery, od satelity miała oddzielić się osłona aerodynamiczna osłaniająca moduł cumowniczy. Osłona przytrzymywana przez taśmę zabezpieczającą, nie oddzieliła się od satelity, co uniemożliwiło przeprowadzenia manewru dokowania ze statkiem Gemini 9. Możliwe było jedynie kontrolowane zbliżenie się do siebie satelitów na orbicie .
W doniesieniach medialnych dotyczących misji Gemini 9, z uwagi na kształt dotkniętej awarią osłony aerodynamicznej satelity ATDA, używano określenia "wściekły aligator". Z uwagi na bezpieczeństwo astronautów zrezygnowano z planów przecięcia taśmy, która nie pozwalała osłonie aerodynamicznej na odsłonięcie modułu cumowniczego .
Satelita spłonął w górnych warstwach atmosfery 11 czerwca 1966 roku .